# Tower of Song
Tower of Song: The Songs of Leonard Cohen je hudební album složené z písní kanadského hudebníka Leonarda Cohena v podání jiných interpretů. Album vydalo v roce 1995 hudební vydavatelství A&M Records a jeho název pochází ze stejnojmenné písně z Cohenova alba I'm Your Man. Podobné album vyšlo již o několik let dříve, neslo název I'm Your Fan a Cohenovy písně na něm hráli méně známí hudebníci. V tomto případě se na albu podílela známější jména, jako například Elton John, Bono či Peter Gabriel.

## Seznam skladeb
| Pořadí | Název                  | Interpret              | Délka |
| ------ | ---------------------- | ---------------------- | ----- |
| 1.     | Everybody Knows        | Don Henley             | 6:09  |
| 2.     | Coming Back to You     | Trisha Yearwood        | 3:36  |
| 3.     | Sisters of Mercy       | Sting a The Chieftains | 3:19  |
| 4.     | Hallelujah             | Bono                   | 4:57  |
| 5.     | Famous Blue Raincoat   | Tori Amos              | 5:37  |
| 6.     | Ain't No Cure for Love | Aaron Neville          | 3:38  |
| 7.     | I'm Your Man           | Elton John             | 4:08  |
| 8.     | Bird on a Wire         | Willie Nelson          | 4:20  |
| 9.     | Suzanne                | Peter Gabriel          | 5:13  |
| 10.    | Light as the Breeze    | Billy Joel             | 6:11  |
| 11.    | If It Be Your Will     | Jann Arden             | 5:27  |
| 12.    | Story of Isaac         | Suzanne Vega           | 4:06  |
| 13.    | Coming Back to You     | Martin Gore            | 3:32  |